# تياغو دي جيسوس سانتوس
تياغو دي جيسوس سانتوس هو لاعب كرة قدم برازيلي في مركز الهجوم، ولد في 30 يناير 1988 في Lagartos ‏ في إسبانيا. لعب مع أتلتيكو باراناينسي ونادي أروكا ونادي إنترناسيونال ونادي سانتوس.